# 애피온 크로켓

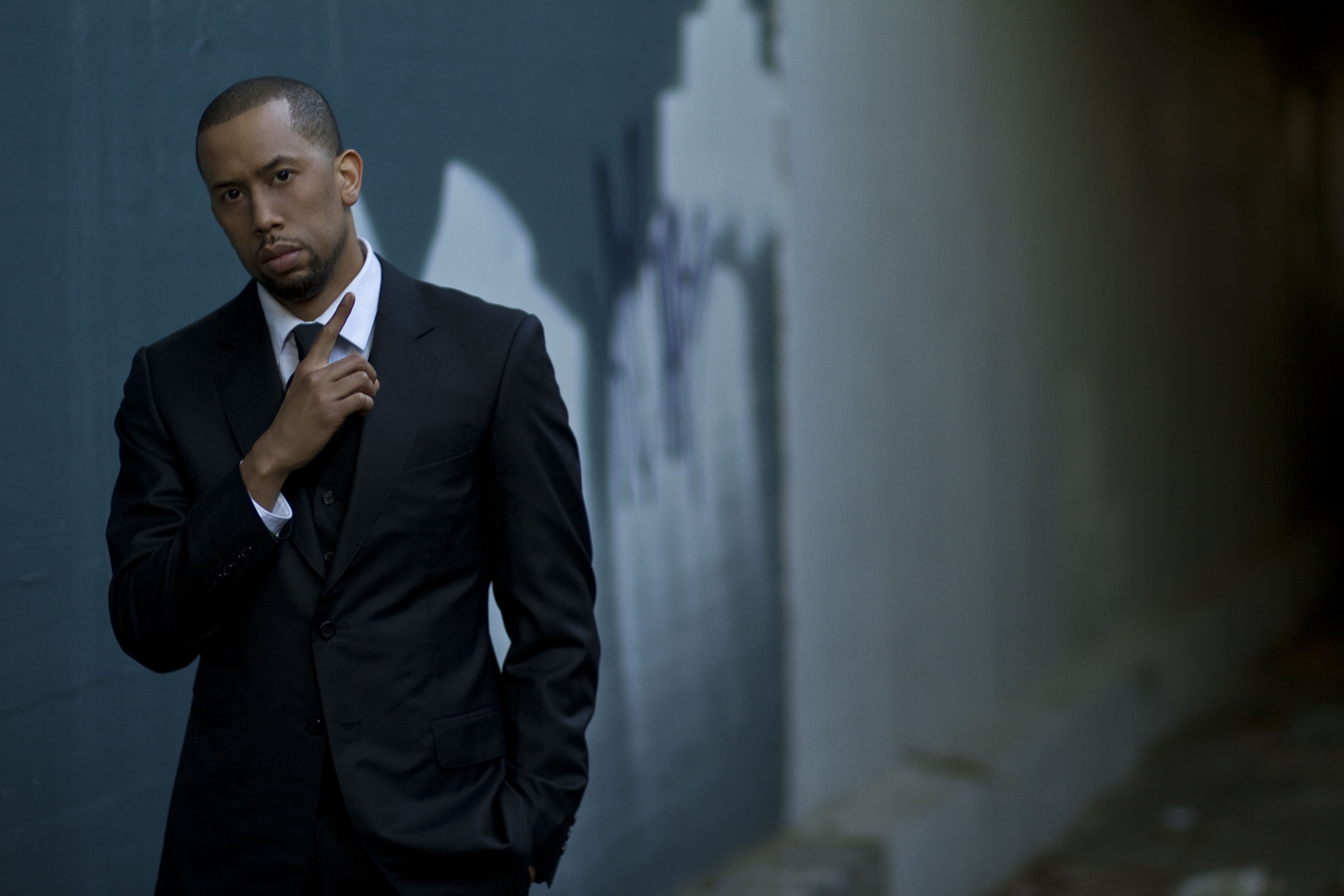

애피온 크로켓(Affion Crockett, 1974년 8월 11일 ~ )은 미국의 배우, 각본가, 음반 제작자, 성우, 래퍼이다.
페이엣빌에서 태어났다.

## 영화
- 블랙의 50가지 그림자 (2016년)
- 더 웨딩 링거 (2015년)
- 픽셀 (2015년) - 딜런 코한 역
- 웨딩 플라이트 (2013년)
- 디스 민즈 워 (2012년)
- 엔드리스 범머 (2009년)
- 댄스 플릭 (2009년)
- 소울 맨 (2008년) - 레스터 역
- 웰컴홈 (2008년)
- 겟 썸 (2008년) - 비트다운 DJ 스웨가 역
- Universal Remote (2007)
- 바 스타즈 (2007년)
- 미스 에이전트 2: 라스베가스 잠입사건 (2005년)